# Manu Lann Huel
Pour les articles homonymes, voir Huel.
Manu Lann Huel, né en 1949, est un auteur-compositeur-interprète et poète breton, de langues bretonnes et françaises. Il met ses propres textes en musique, mais aussi ceux de René-Guy Cadou, de Léo Ferré, de son ami Pierre-Jakez Hélias.

## Biographie
Manuel Lann-Huel ar Reun (l'ancien nom de sa famille) est originaire de Le Juch (Ar Yeuc’h), près de Douarnenez. Après le lycée à Quimper, il poursuit en médecine à Brest, une ville d'adoption pour lui. Il joue d'abord de la guitare, seul, puis dans un groupe de rock en 1976. Mais les instruments traditionnels (bombarde et cornemuse) ont marqué son enfance. Il publie son premier album, Passant par les champs, le long de la rivière puis La Marée Noire. Il se nourrit des textes d'Anatole Le Braz.
En 1984, il adapte le poète René-Guy Cadou dans une création originale, La fleur rouge, pour Les Tombées de la nuit de Rennes. La mer, ses îles et marins sont au centre de son inspiration et de deux albums-hommages. Il chante en français comme en breton, la nuit, les flaques, les rues, les odeurs et les rumeurs du quai, de ses grues et ses bistrots....
En 1991, sur son album Rue de la Rade (Prix de la Création), participent entre autres Jacques Pellen, Kristen Noguès, Patrick Molard... D'autres noms de la musique bretonne participent à son autre album de 1998, Ile Elle, comme Didier Squiban, Ronan Le Bars, Gilles Le Bigot, Dominique Molard.
Lors de l'enregistrement avec Dao Dezi, il rencontre Eric Mouquet (Deep Forest), Denez Prigent, Tri Yann, Arnaud Maisonneuve.
Pour les Tombées de la Nuit 1994, il joue avec l'Orchestre de Bretagne, en tant que soliste, un concerto contemporain dirigé par André Mouret en compagnie d'Annie Ebrel, Kristen Noguès, Jamchid et Kevan Chemirani. L'album Concerto pour deux zarbs et deux voix bretonnes est Prix de la Création Artistique.
Pour les Tombées de la Nuit 1996, il chante dans le spectacle L'ancien du bout du monde, en hommage à Pierre-Jakez Hélias. Il joue à l'Olympia (Paris) le 19 novembre 1996 avec Didier Squiban et Alain Trévarin. En 1999, il offre au groupe Skeduz le texte Livioù enregistré sur l'album éponyme dans lequel il chante.
Après avoir repris un classique de l'un de ses maîtres, La mémoire et la mer de Léo Ferré, sur son album Île-elle, il rend hommage à Léo Ferré sur un album en 2003, avec Didier Squiban (direction artistique, piano, arrangements) et Alain Trévarin (accordéon).
Il est également dans de nombreux enregistrements et créations artistiques. Il a travaillé avec Blet et Michel Santangelli. En 2002 il collabore avec Jacques Couturier pour Victor Hugo. La collaboration avec son ami Didier Squiban est concrétisée en 1993 et sur les deux albums suivants. Il a l'occasion de co-écrire des chansons avec Didier Squiban et Yann-Fañch Kemener pour la formation « An Tour-An » et les spectacles pour Brest 96 et Douarnenez 96.
Pour Dan Ar Braz il écrit des chansons (La Blanche sur Rêve De Siam...) et participe à L'Héritage des Celtes.
En 2011, avec son complice de longue date, Didier Squiban et le trompettiste Éric Le Lann, il présente Chansons d'orgueil, spectacle poétique tiré de l'œuvre de Per Jakez Hélias.
En 2016 les titres de son album Un rien de temps sont de Arnaud Le Gouëfflec avec John Trap et le guitariste Olivier Polard à la composition.

## Discographie
- 1977 : Passant par les champs le long de la rivière (Disques Iris)[6]
- 1987 : La fleur rouge
- 1992 : Rue de la Rade - Prix de la Création (Keltia Musique)
- 1993 : Chante René-Guy Cadou (Keltia Musique)
- 1998 : Île-elle (L'Oz Production)
- 2003 : Chante Léo Ferré - Choc du Monde de la Musique (L'Oz Production-Coop Breizh)
- 2016 : Un Rien De Temps - (L'Eglise De La Petite Folie)
- 2024: Chansons d'orgueil. Hommage à Pierre Jakez Hélias.

### Participations
- 1994 : Dao Dezi - World Mix Album (Celine Music/EMI)
- 1994 : André Mouret - Concerto pour deux zarbs et deux voix bretonnes (Prix de la Création)
- 1996 : Didier Squiban An Tour-Tan - Brest 96 (L'Oz Production)
- 1997 : L'Héritage des Celtes - Finisterres (Sony Music)
- 1999 : Skeduz - Livioù (Keltia Musique)
- 2000 : Cœur de celte - Autres chemins (Hentoù All)
- 2000 : Hommage à Glenmor - Da Enoriñ (Coop Breizh)
- 2003 : Jacques Pellen - Ephemera (Naïve)
- 2004 : Didier Squiban et l'Orchestre de Bretagne - Symphonie Iroise
- 2005 : Éric Le Lann - Origines avec Marthe Vassallo (Universal Music)
- 2012 : Olivier Trévidy - Au cul du camion (Coop Breizh) titre : Marteze

### Compilations
- 1996 : Enez Eussa à Ouessant - L’île des Sept Vents (Escalibur/Coop Breizh)
- 2005 : 40 ans de rock à Brest (la Blanche Production)